# Holländischer Dialekt
Der holländische Dialekt ist der niederländische Dialekt, der in etwa in Holland und der Provinz Utrecht gesprochen wird, ersteres aus den beiden Provinzen Nordholland und Südholland bestehend.
Im 16. Jahrhundert entstand die niederländische Standardsprache, wobei holländische und brabantische Dialekte die größte Bedeutung hatten. Im Gegensatz zur Bezeichnung in der Umgangssprache ist sie weder holländisch noch sind alle Niederländer als Holländer.

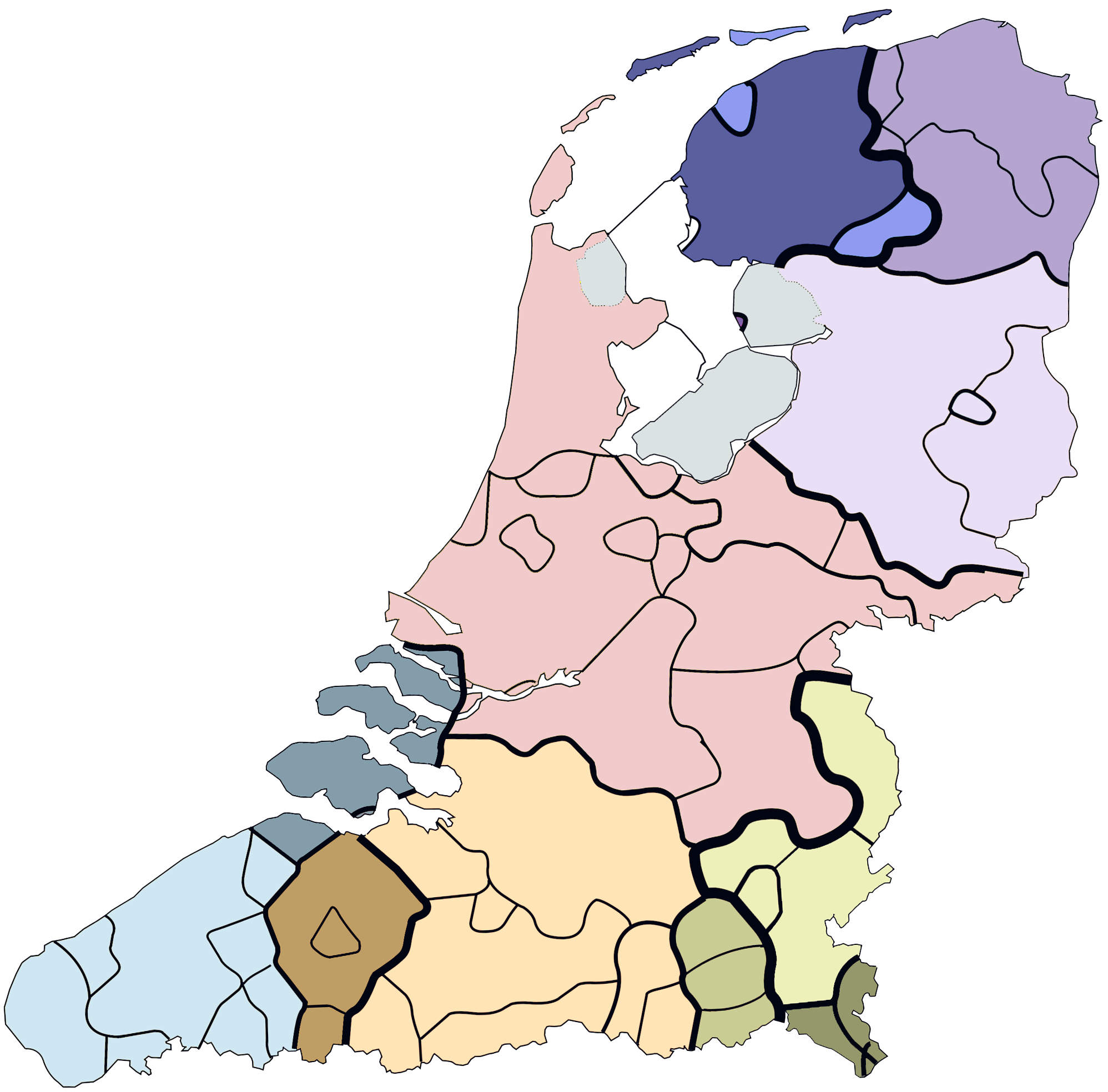
Position des Holländischen (etwa die Nordwesthälfte des Gebiets in rosa) unter den niederfränkischen Dialekten in den Niederlanden, Belgien und Frankreich

Aus diesem Grunde ist die gesprochene Sprache in Holland näher am Standard als überall sonst, wobei im Volksmund das Holländisch der Stadt Haarlem als das reinste angesehen wird. Im Süden Hollands gehen die Mundarten in brabantische Dialekte über. Der  holländische Dialekt wird auch auf Vlieland in der Provinz Friesland gesprochen.

## Subdialekte
Vom Waterländischen bis zum Texelschen geht es um Dialekte, in denen das Substrat der Westfriesischen Sprache noch relativ stark präsent ist. Es handelt sich meist um den Norden Hollands bis ungefähr zum IJ und an der Küste ungefähr bis Scheveningen.

## Geschichte der holländischen Dialekte
Es gibt einige schriftliche Quellen für das mittelalterliche Holländisch.
Gedichte und Prosa aus Holland gibt es vor allem ab 1400. Jedoch war der flämisch-brabantische Einfluss in dieser Zeit schon so stark, dass die Texte nicht als rein holländisch angesehen werden können.
In der mittelniederländischen Zeit verschmolzen die grammatikalischen Formen der Genera Maskulinum und Femininum. Diese Tendenz war im Holländischen stärker als im Brabantischen, das näher am Deutschen (mit seinen drei Genera) liegt.

## Belege
1. ↑  Cornelis Gerrit Nicolaas de Vooys: Geschiedenis van de Nederlandse taal. Groningen 1970 (repro. van de 5de druk, 1952), S. 39.
2. ↑  Adolphe van Loey: Schönfeld’s historische grammatica van het Nederlands. 5de druk. Zutphen 1954, S. XXXIII.